# Mo Ziwei
Det här är en artikel om en person med kinesiskt personnamn; Mo är familjenamnet.
Mo Ziwei (kinesiska: 莫梓维), född 30 december 1996, är en kinesisk fäktare som tävlar i florett.

## Karriär
Vid världsmästerskapen i fäktning 2023 i Milano tog Mo silver tillsammans med Chen Haiwei, Wu Bin och Xu Jie i lagtävlingen i florett.